# Hút mật họng đen
Hút mật họng đen (tên khoa học Cinnyris asiaticus) là một loài chim trong họ Nectariniidae.. Loài chim này có mặt ở Việt Nam.

## Hình ảnh

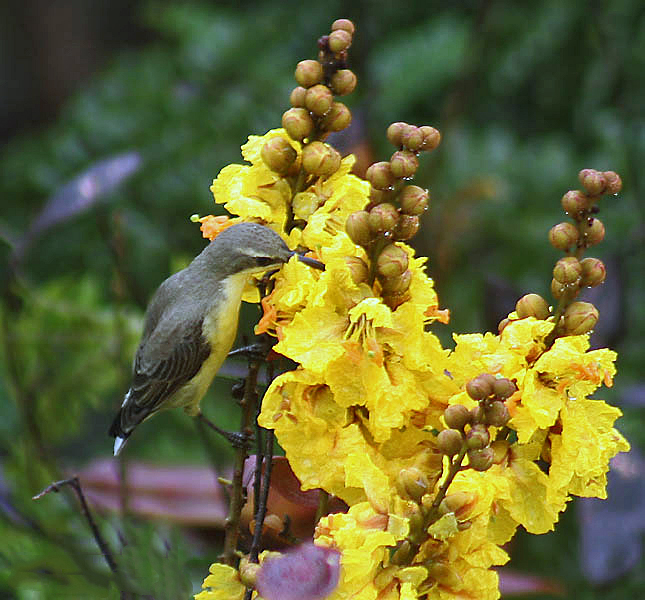
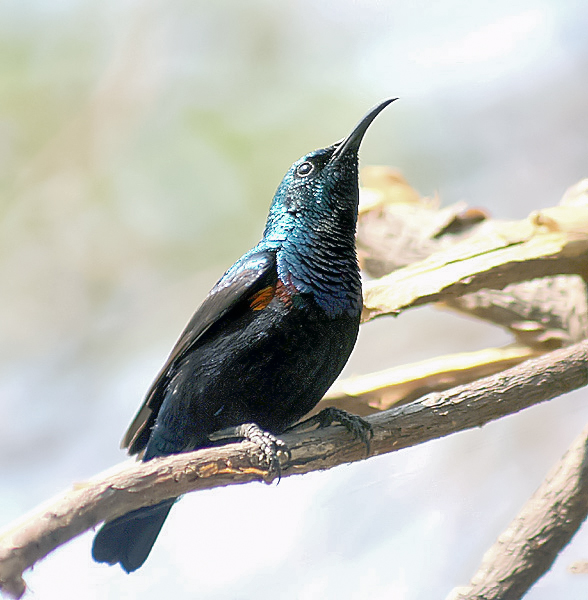
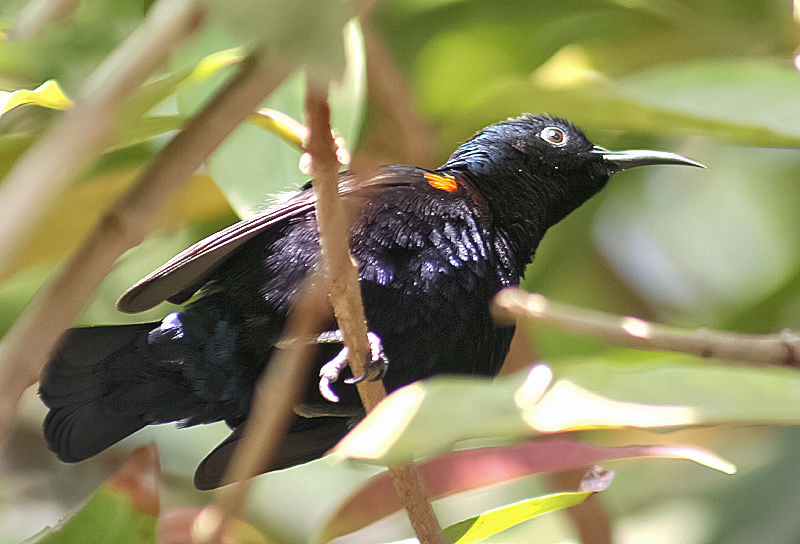
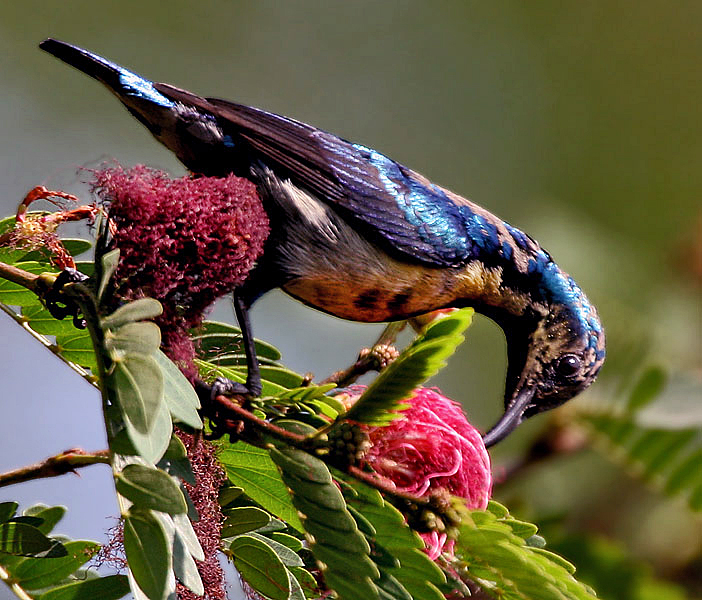
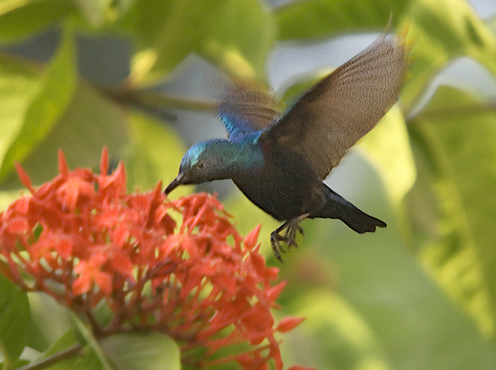